# Telochurus diplosticta
Telochurus diplosticta är en fjärilsart som beskrevs av Collenette 1933. Telochurus diplosticta ingår i släktet Telochurus och familjen tofsspinnare. Inga underarter finns listade i Catalogue of Life.